# HK MSG-90А1
HK MSG-90A1 — модифицированная винтовка MSG-90 немецкой фирмы Heckler & Koch.

## История
В начале-середине 1990-х годов фирма Heckler & Koch модифицировала винтовку MSG-90 для участия в конкурсе DMR (англ. Designated Marksman Rifle — винтовка для военного снайпера), проводимой Министерством Обороны США.
Замена MSG-90 на MSG-90A1 началась в 1998 году.

## Модифицирование
- MSG-90А1 получила фиксированные прицельные приспособления — мушку в кольцевом намушнике и регулируемый целик от пулемета НК 21, рассчитанный на дальности от 100 до 1200 метров.
- Дульная часть ствола была оборудована новым пламегасителем, обеспечивающим возможность установки глушителя звука выстрела.
- Позади окна для выброса гильз появился отражатель гильз, обеспечивающий возможность ведения огня с левого плеча.
- Рычажок предохранителя стал двусторонним.
- MSG-90A1 имеет измененную конструкцию приклада с регулируемыми резиновым затыльником и щекой, снабженную делениями для быстрого восстановления требуемой конфигурации.

За исключением перечисленных отличий, для MSG-90A1 используются те же принадлежности, магазины и запасные части, что и для MSG90.
В остальном MSG-90А1 не отличается от прототипа.